# Proverbi

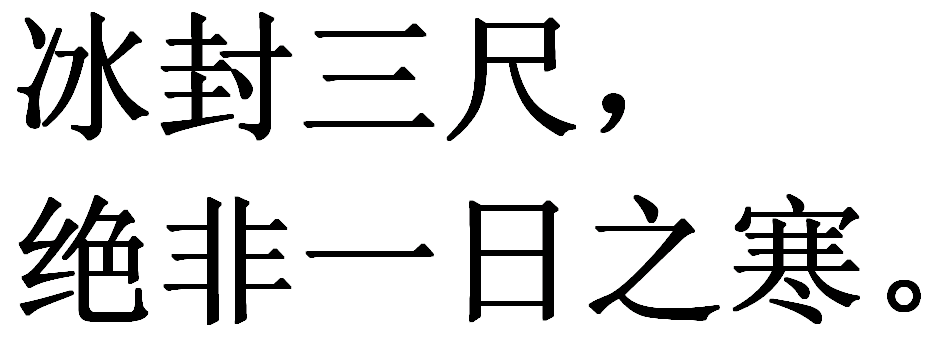
Proverbi xinès: Bing feng san chi, jue fei yi ri zhi han. Tres pams de gel no es fan en un dia d'hivern.

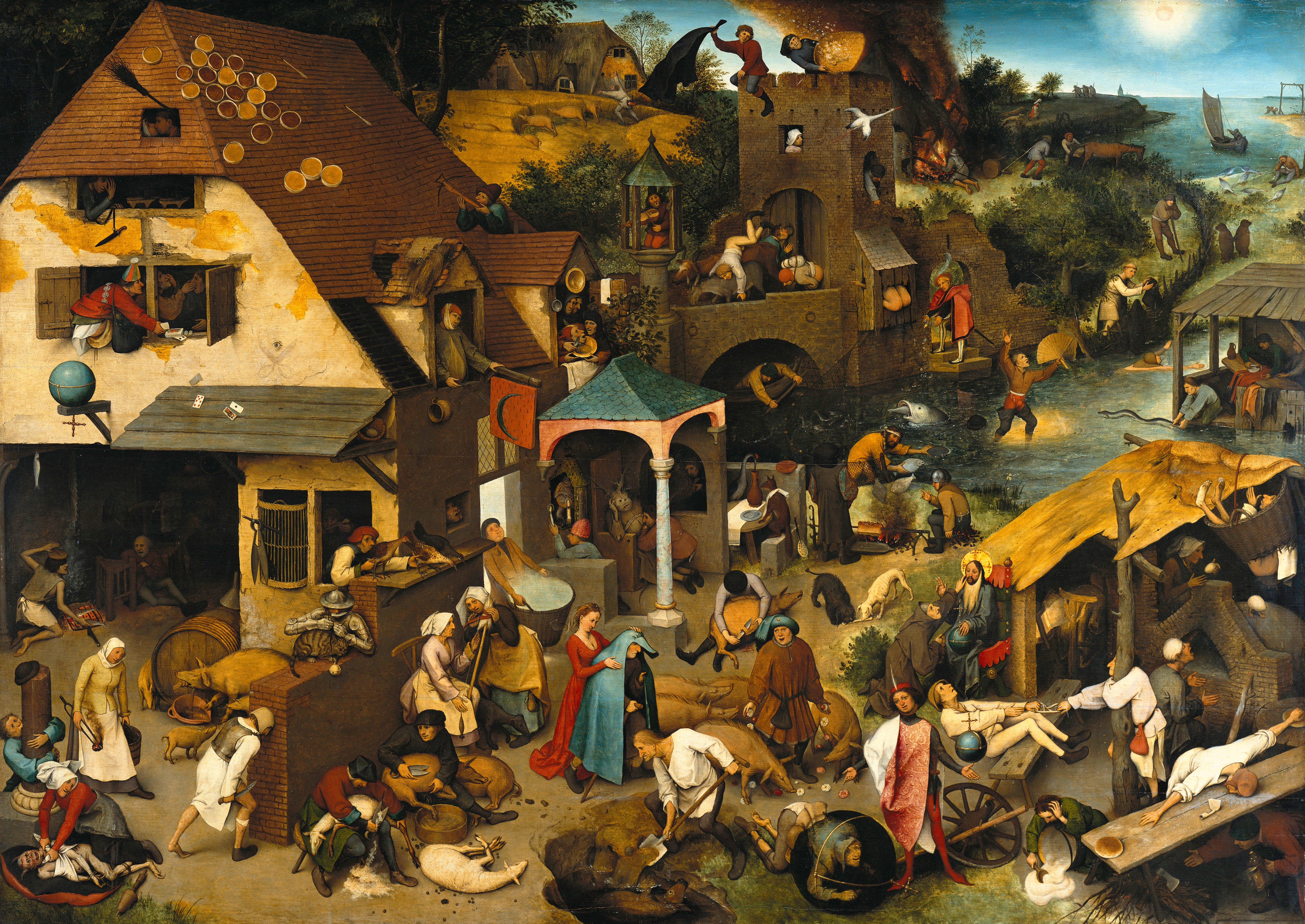
Proverbis neerlandesos, de Pieter Brueghel el Vell.

Un proverbi (del llatí proverbium) és un tipus de parèmia, una màxima o sentència moral i didàctica, de caràcter erudit o popular, d'origen conegut i sovint amb autoria, i amb un ús preferentment culte.
Alguns exemples històrics de proverbis són els els llibres sapiencials bíblics, en especial els proverbis de Salomó d'Israel, preceptes del Nou Testament, dites atribuïdes a filòsofs clàssics, com la poesia gnòmica, o els anomenats proverbis orientals, o el Pantxatantra hindú i els proverbis cristians a l'edat mitjana. També es pot anomenar al Hávamál escandinau o les Tríades gal·leses. Aquests proverbis han estat transmesos per reculls i antologies, concretament, la literatura proverbial fou molt conreada a l'edat mitjana com a gènere i influí en altres aspectes literaris.
Pel que fa a Catalunya, alguns exemples de literatura proverbial són:
- Proverbis de Guillem de Cervera
- Llibre de paraules o dits de savis e filòsofs, de Jafudà Bonsenyor
- Llibre de saviesa, falsament atribuït a Jaume I
- Proverbis de Ramon, Llibre dels mil proverbis i Proverbis d'ensenyament, de Ramon Llull
- Llibre des bons ensenyaments, de Mossen Arnau
- Doctrina Moral del mallorquí en Pacs
- Llibre de tres, anònim, atribuït a Anselm Turmeda
- Llibre de bons amonestaments, d'Anselm Turmeda

En la pintura podem destacar els Proverbis neerlandesos del pintor flamenc Pieter Brueghel el Vell.